# Schmitten im Taunus
Schmitten är en kommun och luftkurort i Hochtaunuskreis i det tyska förbundslandet Hessen. Schmitten im Taunus, som för första gången nämns i ett dokument från år 1399, har cirka 10 000 invånare.